# Жемайте, Юлия
Ю́лия Жема́йте, Ю́лия Жяма́йте (псевдоним; настоящая фамилия по мужу Жимантене, урождённая Бенюшявичюте; лит. Žemaitė, Julija Beniuševičiūtė-Žymantienė; 23 мая [4 июня] 1845 (по другим сведениям 19 [31] мая или 31 мая [12 июня]), поместье Буканте в Жемайтии, ныне Плунгеский район — 7 декабря 1921, Мариямполе) — литовская писательница, прозаик и драматург.

## Биография

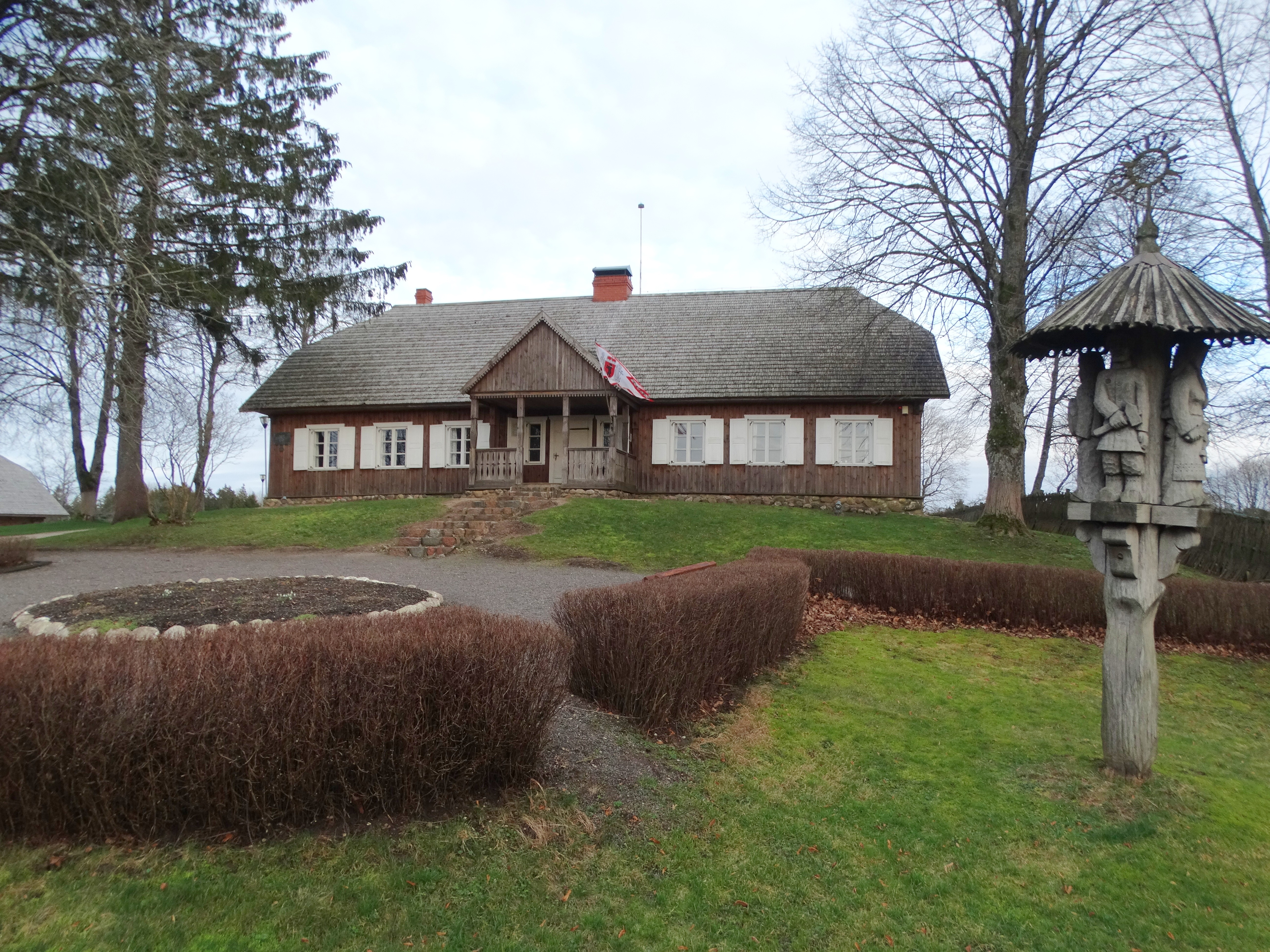
Дом в Буканте, в котором родилась и росла Юлия Бенюшявичюте

Из безземельных дворян. В семье говорили по-польски. С 1864 года служила у помещиков няней и горничной. В 1865 года вышла замуж за Лауринаса Жимантаса, бывшего крепостного (в замужестве фамилия Жимантене), участника Польского восстания. Около тридцати лет вместе с мужем занималась сельским хозяйством. Под влиянием Повиласа Вишинскиса написала первый рассказ «Сватовство», который был напечатан в литовском календаре „Tikrasis Lietuvos ūkininkų kalendorius“ на 1895 год. Издатели изменили название рассказа на «Осенний вечер» и дали автору псевдоним Žemaitė («Жемайтийка»).
До 1900 года жила в Усненай. После смерти мужа была экономкой в имениях литератора Владаса Путвинскиса, с 1906 года — в небольшом хозяйстве родителей писательницы Габриэле Пяткявичайте-Бите.
В 1912 году переехала в Вильну. С 1914 года жила в доме общественного деятеля, депутата от Сувалкской губернии II и III Дум  А. А. Булата, участвовала в деятельности руководимого им комитета помощи беженцам.
В августе 1915 года вместе с семьёй Булата выехала в Петроград, в начале 1916 года в США для сбора средств в помощь пострадавшим от войны. С возвращением Булатов в Россию в 1917 году оставалась жить у сына в Чикаго. В 1921 году вернулась в Литву и обосновалась в Мариямполе у Булатов, где и умерла.

## Творчество

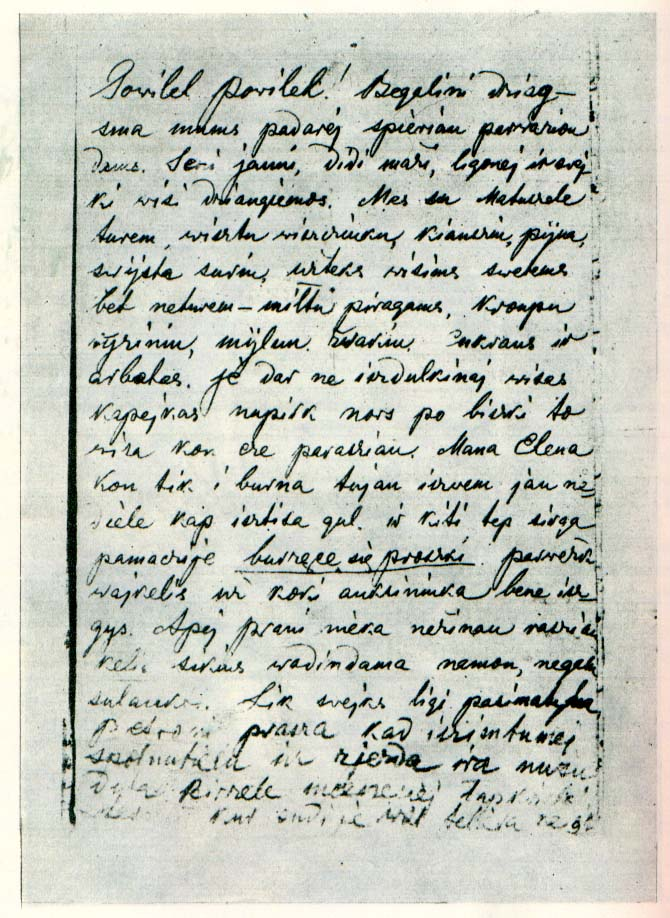
Рукопись Жемайте

Начиная с первых рассказов изображала крестьянскую жизнь, прежде всего семейные отношения. Отразила в прозе практически все стороны и злободневные события тогдашней литовской жизни, различные типы ксендзов (отмечала несоответствие между проповедью и материальными интересами), помещиков (осуждала за плохое обращение с работниками и неумение хозяйствовать), крестьян (резко критиковала за распущенность, пьянство, зависть, мстительность, предрассудки). Положительными героями выступают распространители нелегальной литовской печати, просветители, страдальцы за идею.
Написала семь комедий и два монолога, автор очерков, фельетонов, публицистических статей.
Рассказы переводились на азербайджанский, болгарский, латышский, польский, румынский, русский, украинский, чешский, финский языки.
На родине писательницы с 1965 года действует мемориальный музей. В Вильнюсе в 1971 году был установлен памятник скульптора Пятраса Аляксандравичюса (1906—1997) в сквере на проспекте Гядиминаса.

## Память

Памятник Жемайте в Вильнюсе

- В 1956 году была выпущена почтовая марка СССР, посвящённая Юлии Жемайте.
- Именем Жемайте названа одна из улиц Вильнюса. [4] [5]
- В 1960 году на северном фасаде дома в Вильнюсе по улице Л. Стуокос-Гуцявичяус 5, в котором Жемайте жила в 1913 году, была открыта мемориальная плита с надписью на литовском и русском языках: «В этом доме в 1913 г. жила классик литовской литературы Жемайте – Ю. Жемайтене». На время ремонта дома доска была снята. В 2011 году доска была вновь повешена на фасаде обновлённого дома.[4].
- В 1968 году в Вильнюсе на фасаде доме адвоката Андрюса Булоты по нынешней улице Йоно Басанавичяус 19 была открыта мемориальная таблица с надписью на литовском и русском языках о том, что в этом доме в 1913—1914 годах жила классик литовской литературы Жемайте – Ю. Жемайтене.[4]
- 10 октября 1970 года в Вильнюсе в сквере у проспекта Ленина, названном именем писательницы, был открыт памятник; автор — скульптор Пятрас Александравичюс, архитекторы Альгимантас Насвитис и Витаутас Насвитис.[4]
- Жемайте — единственная женщина, которая была изображена на литовских банкнотах, но самого низкого достоинства (1 лит) и изъятых из обращения в 1998, когда банкноты 1, 2 и 5 литов были заменены монетами.

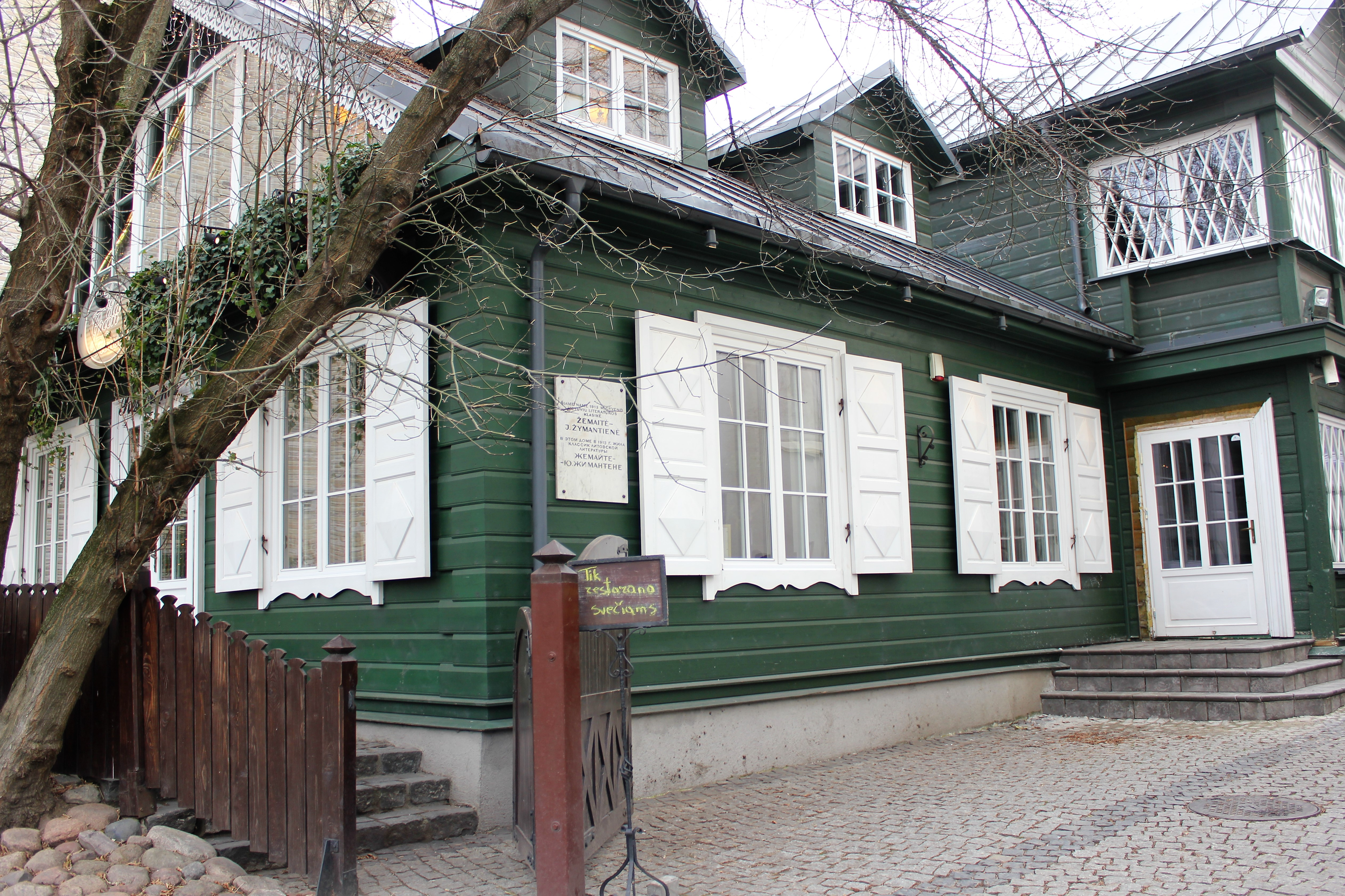
Отмеченный мемориальной таблицей дом, в котором Жемайте жила в 1913 году (улица Л. Стуокос-Гуцявичяус 5)
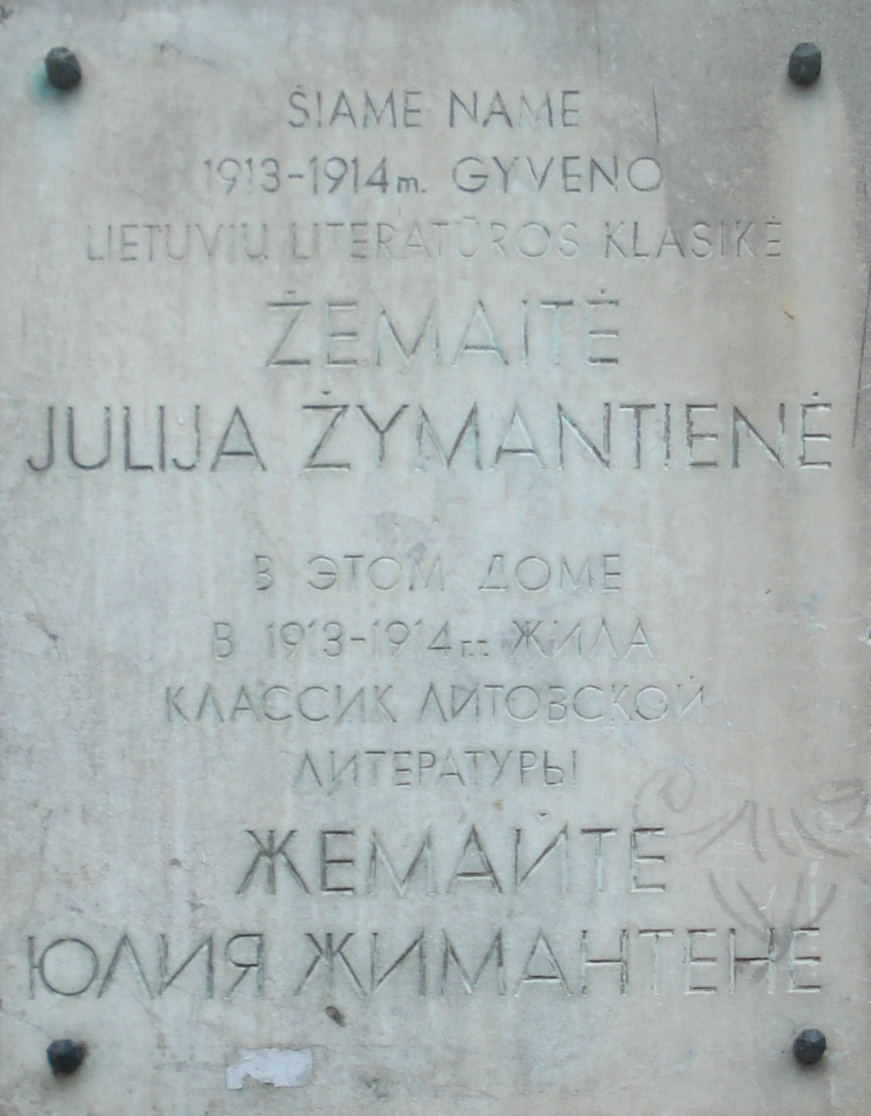
Мемориальная доска на доме в Вильнюсе, в котором писательница жила в 1913—1914 годах (улица Басанавичяус, 19)
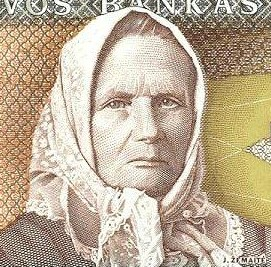
Жемайте на банкноте 1 лит